# Vuelo 93 de United Airlines
El vuelo 93 de United Airlines, efectuado el 11 de septiembre de 2001 por un avión Boeing 757-200, cubría el trayecto entre el Aeropuerto Internacional Libertad de Newark (Nueva Jersey) y el Aeropuerto Internacional de San Francisco, en los Estados Unidos. Transportaba 37 pasajeros y 7 tripulantes, y fue uno de los cuatro aviones secuestrados por Al-Qaeda durante los atentados del 11 de septiembre. El avión fue tomado por cuatro secuestradores y es el único que no llegó a su objetivo, ya que se estrelló en un campo de Shanksville (Pensilvania). Jálid Sheij Mohámed (principal arquitecto del 11-S) confirmó que el avión se dirigía al Capitolio de los Estados Unidos.

## Desarrollo del secuestro

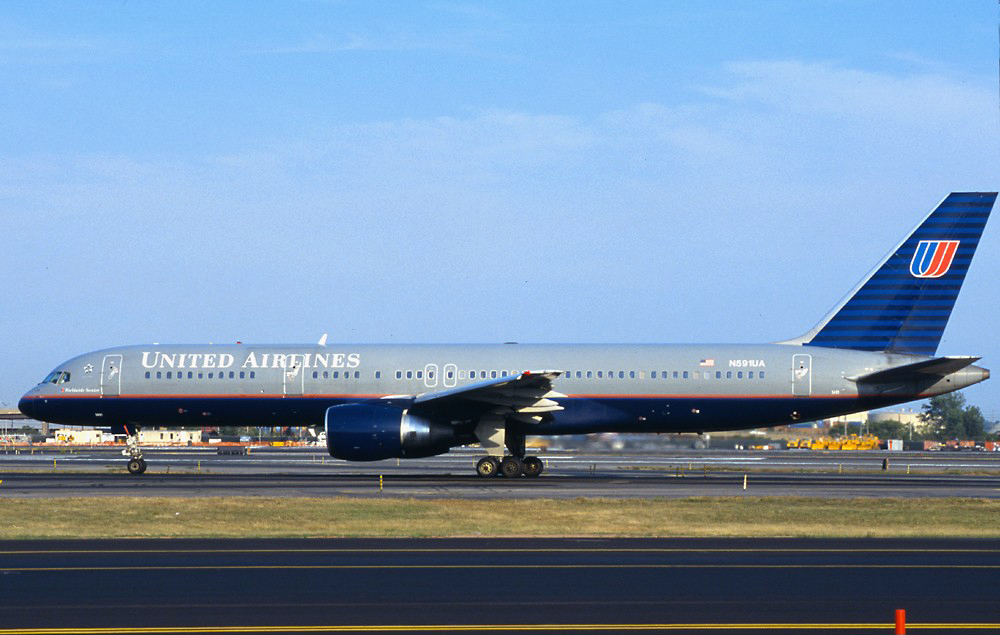
La aeronave tres días antes de los atentados. (Sábado 8 de septiembre de 2001)

El vuelo con destino hacia San Francisco despegó a las 8:42 de la mañana de ese día, después de un retraso de cuarenta y dos minutos debido al alto tráfico del aeropuerto.
Según datos oficiales, iban a bordo cuatro terroristas pertenecientes a la red terrorista Al-Qaeda, que se habían colocado en primera clase, presuntamente para estar más cerca de la cabina. Cuatro secuestradores fueron entrenados para asaltar la cabina y dominar a la tripulación, y tres acompañaron a Ziad Jarrah en el vuelo 93. El primero, Ahmed al-Nami, llegó a Miami, Florida, el 28 de mayo de 2001, en un viaje de seis meses. Llegó con visa con los secuestradores del vuelo 175 de United Airlines Hamza al-Ghamdi y Mohand al-Shehri. El segundo secuestrador del vuelo 93, Ahmed al-Haznawi, llegó a Miami el 8 de junio de 2001 con el secuestrador del vuelo 11 de American Airlines Wail al-Shehri. El tercer secuestrador del vuelo 93, Saeed al-Ghamdi, llegó a Orlando, Florida, el 27 de junio de 2001 con el secuestrador del vuelo 175 Fayez Banihammad. 
El 3 de agosto de 2001, un quinto secuestrador intencionado, Mohammed al-Qahtani, voló a Orlando desde Dubái. Fue interrogado por los funcionarios, que dudaban de que pudiera mantenerse a sí mismo con solo $ 2,800 en efectivo a su nombre, y sospechaban que tenía la intención de convertirse en un inmigrante ilegal ya que estaba usando un boleto de ida. Fue enviado de regreso a Dubái, y posteriormente regresó a Arabia Saudita para después aterrizar en Orlando en un vuelo de Virgin Atlantic. Dado que los formularios de Qahtani no fueron debidamente completados, se mudó a una entrevista secundaria, dirigida por Meléndez-Pérez. El saudita no tenía un boleto de vuelta ni un hotel. Tenía $ 2,800 en efectivo y sin tarjetas de crédito. Las preguntas sobre dónde se quedaría y dónde iría eran evasivas. Además de ser bastante hostil, Qahtani también hizo declaraciones contradictorias con respecto a sus planes. Meléndez-Pérez aconsejó a sus superiores que lo enviaran de regreso, como, de acuerdo con su testimonio, envió a Qahtani fuera de los Estados Unidos. 
A las 9:22, los pilotos reciben un mensaje a través del sistema ACARS de parte del despachador de United Airlines: "Atentos a cualquier intrusión en cabina, dos aviones impactaron contra el World Trade Center". El copiloto del vuelo 93 envió un mensaje preguntando por la confirmación del mensaje anterior, sin embargo, no obtuvo respuesta. Alrededor de las 9:28, Ziad Jarrah, Ahmed al-Haznawi, Saeed al-Ghamdi y Ahmed al-Nami se levantaron de sus asientos y, teniendo cuchillos o cortadores de cajas, agarró a la jefa de azafatas, (muy probablemente Deborah Welsh) y la obligó a alertar a los pilotos (Jason Dahl y LeRoy Homer Jr.) para que abrieran las puertas de la cabina. Una vez que ella obedeció, Jarrah y Haznawi irrumpieron en la cabina y mataron al capitán Jason Dahl y al primer oficial LeRoy Homer Jr. cortándoles la garganta con los cuchillos que tenían. Después de que Jarrah y Haznawi tomaran el control del avión, Haznawi se unió a Al-Ghamdi y Al-Nami (que tenía explosivos C3 con un detonador pegado a su torso) para llevar a los pasajeros a la parte posterior del avión. Mark Rothenberg, que estaba sentado detrás de Tom Burnett, se levantó de su asiento y comenzó a exigir respuestas sobre lo que estaba sucediendo. Haznawi lo notó y exigió que hiciera lo que decían. Rothenberg inicialmente se negó, y Haznawi, que tenía un cúter, apuñaló a Rothenberg. Según los testimonios de las víctimas que pudieron hablar por teléfono durante el secuestro, pudo ser él la primera de las víctimas.
Minutos después de ser secuestrado, varios de los pasajeros y miembros de la tripulación lograron llamar a familiares para advertirlos de la situación. Tras enterarse de que otros aviones habían sido estrellados contra las Torres Gemelas del World Trade Center y el Pentágono, enseguida supieron que aquello no era un secuestro normal, sino una misión suicida. Tom Burnett, junto con Todd Beamer, Mark Bingham y Jeremy Glick, formaron un plan para recuperar el avión de los secuestradores. Se les unieron otros pasajeros, incluyendo  Lou Nacke, Rich Guadagno, Alan Beaven, Honor Elizabeth Wainio, Linda Gronlund y William Cashman, junto con las azafatas Sandra Bradshaw y Cee Cee Ross-Lyles, al discutir sus opciones y votar en un curso de acción, en última instancia, la decisión de asaltar la cabina y tomar el control del avión. Todo hace pensar que fue eso lo que les hizo tomar la decisión de intentar reducir a los secuestradores por su propia cuenta y tomar ellos el control del avión. En ese momento, los pasajeros están amotinados en la parte delantera de la nave y los forcejeos y los golpes que se escuchan en la grabación parecen indicar que están intentando embestir la puerta de la cabina con un carrito de comida. «¡En la cabina! Si no moriremos!», grita un pasajero. Mientras el avión pierde altura a gran velocidad y da bruscos bandazos, los suicidas temen que consigan derribar la puerta. «¡Sujeta la puerta! ¡Mantenles fuera! ¡Confía en Alá!», exclama uno de ellos. Parece que los propios terroristas se atrincheraron en la cabina antes de que los pasajeros se lanzaran en un intento por recuperar el control del avión. Los cuatro rezan, se tranquilizan mutuamente y discuten en árabe sobre las medidas que deben tomarse contra los pasajeros, llegando incluso a formular la hipótesis del uso del hacha de fuego o de eliminar el oxígeno para sofocar la revuelta. Al final, los secuestradores toman la trágica decisión de estrellar el avión.
Dos de los secuestradores se habían encerrado en la cabina de pilotaje y los cuarenta pasajeros aparentemente se unieron para impedir que el control siguiera en manos de los terroristas. Intentaron controlar a los secuestradores e irrumpir en la cabina, al parecer sin éxito.
El piloto de un Cessna que volaba a 600 m de altura en las inmediaciones lo detectó visualmente, posteriormente un granjero desde tierra lo vio girar e invertir su posición volando de panza antes de precipitarse a gran velocidad hacia el terreno desapareciendo detrás de una arboleda seguido de una gran explosión. Se estima que impactó en el suelo a 40° respecto de la horizontal y a 900 km/h.
El Boeing 757 se estrelló alrededor de las 10:03 o 10:06 de la mañana, 35 o 38 minutos después de que los secuestradores se hicieran con el control del aparato, en un campo abierto en Shanksville (Pensilvania), aproximadamente 208 kilómetros antes de llegar a su objetivo, el Capitolio. Todos los que iban a bordo murieron. Al caer en un descampado, no causó víctimas en tierra. El avión se desintegró violentamente debido al impacto, y la mayoría de los restos se encontraron cerca del cráter. Los investigadores encontraron restos muy livianos, incluyendo papel y nailon esparcidos en un radio de ocho millas. Otros fragmentos pequeños se encontraron a una milla y media de Indian Lake, y los restos humanos en un área de aproximadamente 28 hectáreas alrededor del punto de impacto. No fue posible determinar quién murió antes del impacto y quién debido al accidente, y todos los restos no fueron identificados hasta el 21 de diciembre. Ellos, junto con los efectos personales, fueron entregados a las familias. Los restos de los secuestradores, identificados por exclusión, fueron enviados a la Oficina Federal de Investigaciones como evidencia.
Un fragmento de motor, según unas fuentes, o de fuselaje, según otras, fue recuperado a 700 m del lugar del impacto, en un estanque que fue drenado durante la investigación y la recuperación de los restos.

## Investigaciones posteriores
Se hallaron las dos cajas negras, tanto el registrador de datos de vuelo (FDR), como el grabador de voz en cabina (CVR), este último a unos 7,5 metros de profundidad.
Los datos del FDR han sido publicados por el NTSB.

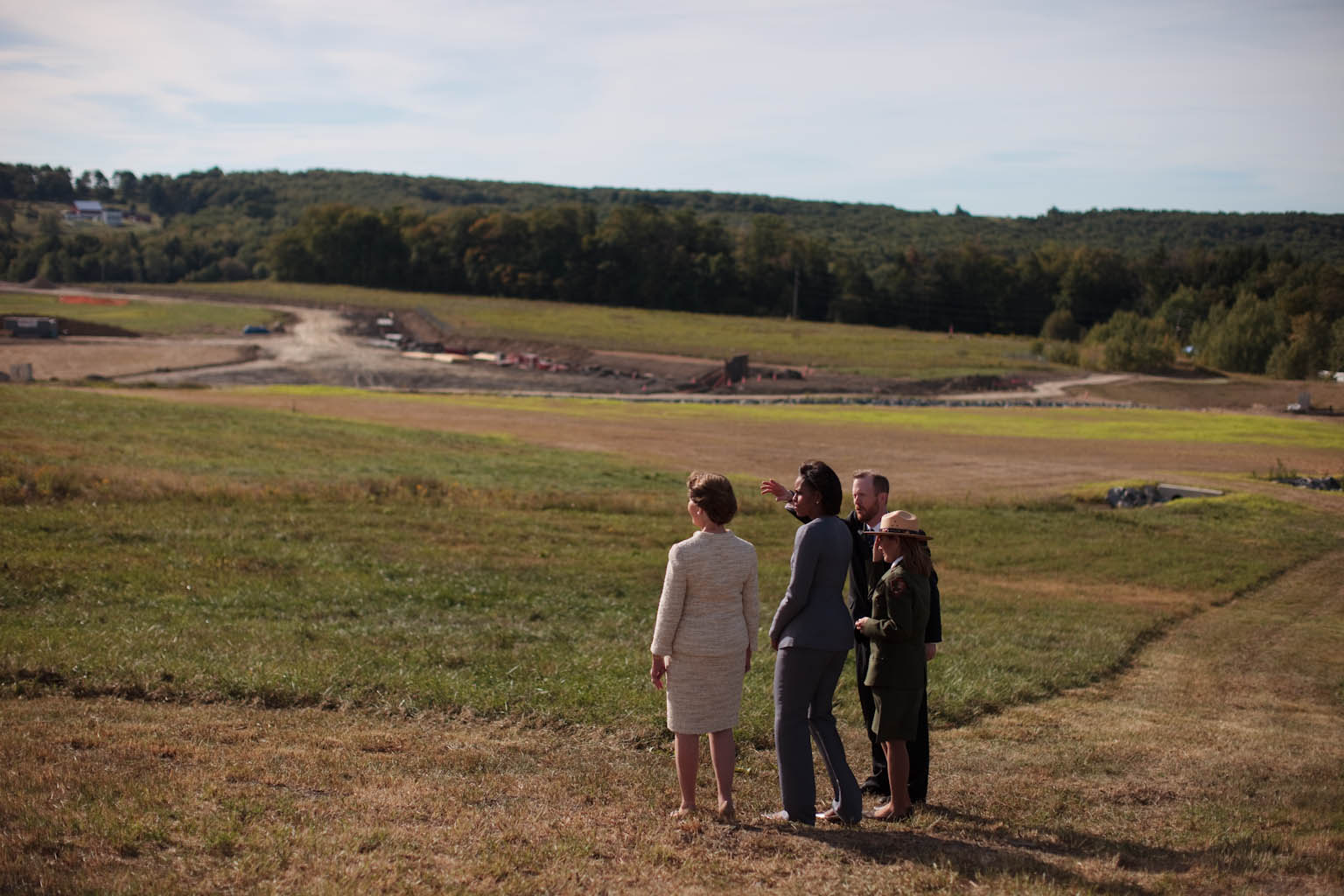
La primera dama Michelle Obama en el lugar del Accidente, en 2011

La transcripción del CVR fue hecha pública con motivo del juicio a Zacarias Moussaoui; el juez, sin embargo, prohibió la divulgación de la grabación misma para evitar que se repitiera una y otra vez en los medios, algo a lo que los familiares habían objetado.
Los cadáveres se fueron identificando poco a poco, a medida que se iban desenterrando restos. Para el 20 de diciembre, la identificación de todas las víctimas se había completado; los cuatro no identificados se asociaron a los terroristas, ya que no se contaba con muestras de referencia de los familiares para comparar.
Miembros de la fuerza aérea estadounidense (USAF) dijeron más tarde a la comisión del 11-S que si el avión no se hubiera estrellado antes de llegar a Washington, probablemente lo habrían alcanzado y derribado. La comisión disintió de esta interpretación, aduciendo que el ejército no supo del secuestro hasta después de que el avión se estrellara, que los cazas de Langley no estaban listos para despegar y que no recibieron autorización para disparar hasta mucho más tarde. Además, el vuelo 77 logró impactar en el Pentágono, algo casi imposible, teniendo en cuenta el espacio aéreo de Washington (que es el más restringido del planeta y todos los sistemas de defensa y antimisiles con los que contaba el Pentágono). Pero el vuelo 77 no era el único avión sobre Washington; varios aviones militares no identificados, entre ellos Lockheed C-130 Hercules y Boeing E-4, fueron captados en vídeo el 11 de septiembre volando sobre el Pentágono y la Casa Blanca sin ningún problema.

## Objetivo
No se conocía con certeza cuál era el punto de destino de los secuestradores, más allá de que se dirigía en dirección a Washington. El informe de la Comisión del 11-S recogió como posibles objetivos el Capitolio y la Casa Blanca, como un ataque al poder político de los EE. UU, que iría en conjunto con los ataques al poder económico (WTC) y el militar (Pentágono). Jálid Sheij Mohámed confirmó que se dirigía al Capitolio de los Estados Unidos, ya que el "quinto avión" era el que iba a impactar en la Casa Blanca. Pero su piloto suicida, Zacarias Moussaoui, fue detenido por el FBI el 16 de agosto de 2001 por cargos de inmigración, aunque creían que tenía motivos violentos. Por eso al final se eliminó el quinto avión y se quitó a la Casa Blanca de los objetivos, dejando el Capitolio como el objetivo del vuelo 93 aunque éste se estrelló aproximadamente 208 kilómetros antes de llegar al Capitolio.

## Tripulación y pasajeros fallecidos

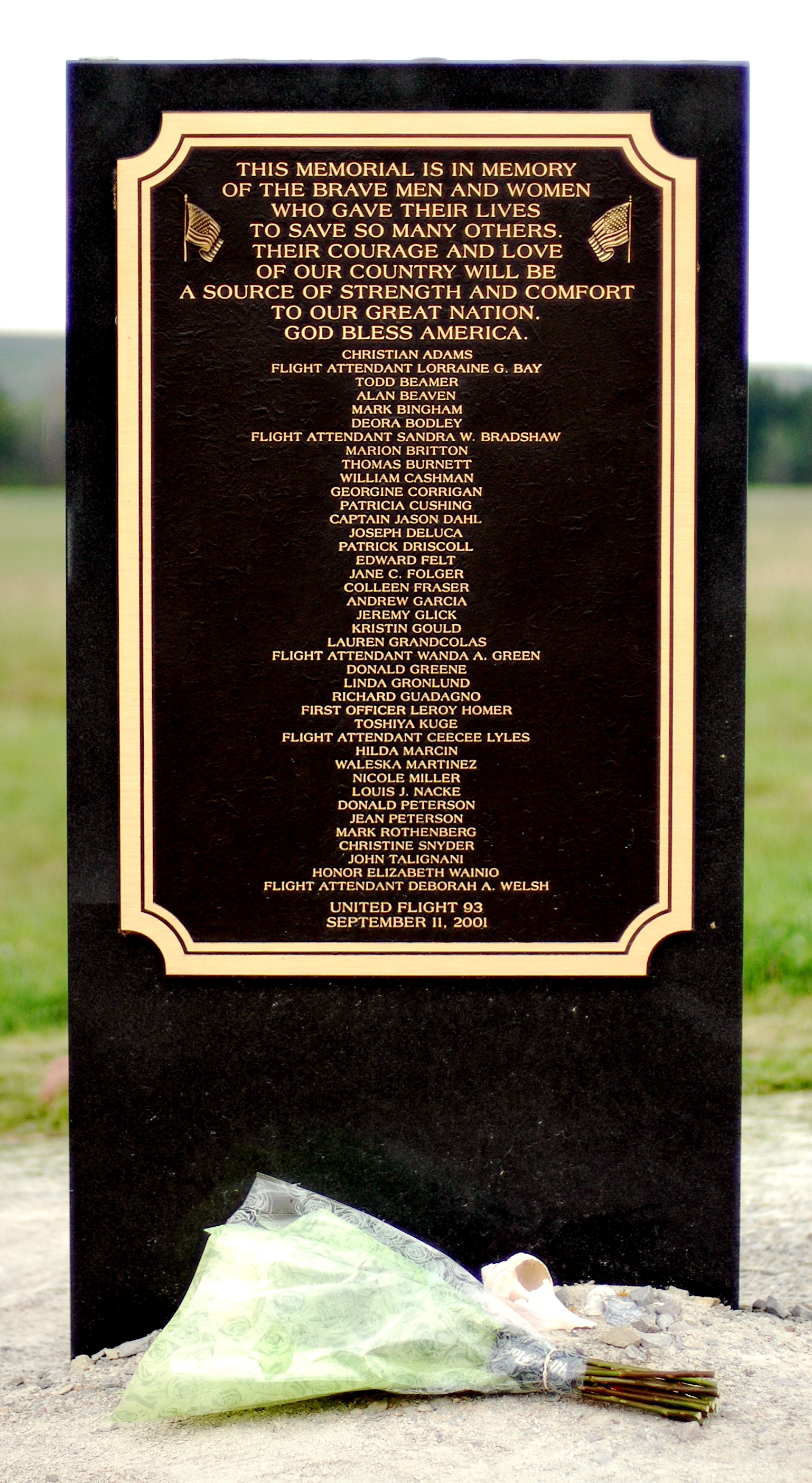
Placa conmemorativa de las víctimas del atentado. No se incluyeron los nombres de los secuestradores.

### Tripulación
Pilotos:
- Capitán Jason Dahl
- Primer Oficial LeRoy Homer, Jr.

Asistentes de vuelo:
- Lorraine G. Bay
- Sandra W. Bradshaw
- Wanda A. Green
- Ceecee Lyles
- Deborah A. Welsh

### Pasajeros
Christian Adams, Todd Beamer, Alan Beaven, Mark Bingham, Deora Bodley, Marion Britton, Tom Burnett, William Cashman, Georgine Corrigan, Patricia Cushing, Joseph Deluca, Patrick Driscoll, Edward Felt, Jane Folger, Colleen Fraser, Andrew Garcia, Jeremy Glick, Lauren Grandcolas, Donald Greene, Linda Gronlund, Richard Guadagno, Toshiya Kuge, Hilda Marcin, Waleska Martinez, Nicole Miller, Louis Nacke, Donald Peterson, Jean Peterson, Mark Rothenberg, Christine Snyder, John Talignani, Honor Elizabeth Wainio y Kristin White.
El FBI entregó una lista con los nombres de origen árabe que figuraban entre los pasajeros y que no pudieron ser identificados: Ahmed al-Haznawi, Ahmed al-Nami, Ziad Jarrah y Saeed al-Ghamdi.

## Nacionalidades de los fallecidos en el avión
Las nacionalidades de los 33 pasajeros, 7 miembros de la tripulación y 4 terroristas incluyeron 8 países diferentes:
| Nacionalidad   | Pasajeros | Tripulación | Terroristas Al-Qaeda | Total |
| -------------- | --------- | ----------- | -------------------- | ----- |
| Estados Unidos | 27        | 7           | 0                    | 34    |
| Alemania       | 2         | 0           | 0                    | 2     |
| Italia         | 1         | 0           | 0                    | 1     |
| Japón          | 1         | 0           | 0                    | 1     |
| Nueva Zelanda  | 1         | 0           | 0                    | 1     |
| Puerto Rico    | 1         | 0           | 0                    | 1     |
| Arabia Saudita | 0         | 0           | 3                    | 3     |
| Líbano         | 0         | 0           | 1                    | 1     |
| Total          | 33        | 7           | 4                    | 44    |

## Mayday
A las 9:28:17 el piloto Jason Dahl y el copiloto Leroy J. Homer dieron la señal de auxilio llamada mayday, comunicando que el avión había sido secuestrado. Esta señal convierte al vuelo 93 en el único de los cuatro aviones que pudo comunicarse con la torre de control en el momento del secuestro.

## Teorías de conspiración
Algunas teorías conspirativas indican que el avión fue derribado por un misil. Otras, niegan desde el principio la existencia de todo el suceso, alegando la falsedad de los restos encontrados. Otra teoría asegura que fue derribado por dos cazas estadounidenses.